# Mesorregión del Sur de Amapá
La mesorregión del Sur del Amapá es una de las dos mesorregiones del estado brasileño del Amapá. Es formada por la unión de once municipios distribuidos en dos microrregiones.

## Microrregiones
- Microrregión de Macapá
- Microrregión de Mazagão